# Бяла (област Русе)
Вижте пояснителната страница за други значения на Бяла.
Бя̀ла е град по поречието на река Янтра в област Русе, Централна Северна България. Той е административен и стопански център на едноименната община Бяла.
По данни на ГРАО към 15 юни 2024 г. в града живеят 7887 души по настоящ адрес и има 8649 жители по постоянен адрес,  което го прави второто по големина населено място в областта.

## География
Градът е разположен в централната част на Дунавската хълмиста равнина, край река Янтра, на 54 m надморска височина. Шосейни пътища водят за Русе (55 km), Плевен (98 km), Свищов (48 km), Велико Търново (55 km) и Попово (49 km).
На 7 km в посока Велико Търново е разположен квартал Гара Бяла. Там се намира железопътната гара, поддържаща железопътната линия Русе – Горна Оряховица (София), както и редица фирми от индустрията в града.
Релефът на Бяла е равнинно-хълмист. Градът е разположен в долината на Беленската река и на хълмовете около нея. Естествено е защитен от релефа на местността от север. Почвите са черноземни и горски. Климатът е умерено континентален – с горещо лято и студена зима. Поради географското положение на Бяла преобладават западните, северозападните и североизточните ветрове, ориентирани главно по речните долини.
Между градската част и промишлената зона тече река Янтра, над която има два моста един до друг: действащият мост и Беленският мост-паметник на Кольо Фичето. Средногодишният отток при Бяла е около 37 m3/s. Максималният отток на Янтра е през пролетта, когато е причинявала наводнения. Понякога нивото на водата е достигало до свода на моста. Голямо наводнение през 1897 г. отнася повечето колони на Беленския мост по време на проучвателни разкопки.

## Население

### Брой
Долната таблица показва изменението на населението на града в периода след Втората световна война (1946 – 2022): 
| година                                                                                    | 1946 | 1956 | 1965 | 1975  | 1985  | 1992  | 2001  | 2005 | 2007 | 2009 | 2011 | 2016 | 2019 | 2022 |
| население                                                                                 | 6352 | 7854 | 9362 | 10555 | 11030 | 11222 | 10006 | 9581 | 9282 | 9015 | 8457 | 7705 | 7459 | 6991 |
| Източници: Национален статистически институт, „Citypopulation.de“ и „Pop-stat.mashke.org“ |      |      |      |       |       |       |       |      |      |      |      |      |      |      |

### Етническа принадлежност
Според официалното преброяване от 2011 г. населението на град Бяла се състои от:
- българи – 6892 (81,5 %)
- турци – 301 (3,56 %)
- цигани – 890 (10,52 %)
- други – 12 (0,14 %)
- неопределили се – 53 (0,63 %)
- неотговорили – 309 (3,65 %)

### Религии
Населението изповядва основно православие. В центъра на града е издигнат храмът „Свети Георги“, който масово се посещава на празници. Църквата не е голяма, но е добре устроена. В града има изповядващи исляма. В северната част на града има турска махала. Ромското население обитава основно квартал „Освобождение“ на югоизточния край на града, вляво от изхода за Попово, на южния склон на хълма „Бабина патка“.

## История
Името на Бяла произлиза от белия цвят на близките скали. Отначало хората, заселени в района на трите хълма, нарекли селището „Бяла земя“. По-късно за краткост го наричали само Бяла. Според други тълкувания името може да произхожда от италианската дума „белла“ – хубава.

### Бяла до XIX век
Археологическите проучвания показват, че организирани форми на живот в землището на Бяла е имало още през неолита. При археологически разкопки около Бяла са открити части от зидове, глинени съдове и монети от римско време.
Изследванията показват, че около бреговете на река Янтра през IV – V век е съществувала римската крепост „Градището“. Тя е една от осемте крепости за охрана на пътя от Ятрус (с. Кривина) до Никополис ад Иструм (с. Никюп). Две са били на левия и 6 на десния бряг на Янтра: до Кривина, Новград, Стърмен, Бяла, Полско Косово, две при Раданово и една при с. Крушето. Беленската крепост е била разположена северозападно от града, върху плато с лек наклон на югозапад. То завършва с висок, скалист и стръмен нос към десния бряг на Янтра, до устието на Беленско дере, срещу каменния мост на Кольо Фичето. С крепостта е свързана стара легенда, според която знатен римски военачалник заминавайки на бран с врага, заровил между крепостните стени на Беленското градище златна колесница с четири златни коня. Това довежда до иманярски разкопки, които откриват само части от глинени съдове, керемиди и монети. 
Първият план на Градището е направен през 1929 г. Тогава още ясно личат останките от трите крепостни стени, като останките от зидовете са високи 50 – 60 cm. Северната стена е дълга 308 m, източната – 208 m, южната – 198 m, а от западната няма запазени следи. На южната и източната стена има слаба чупка. През 1949 г. Градището е почти унищожено от каменоломните. Основите на северната и голяма част от източната стена остават под насип, дебел от 1 до 2 метра. Зад стените платото продължава. За предпазване от север личи голям изкоп. На североизточния и югозападния ъгъл има насипи от камъни, като вероятно там е имало по една кула за наблюдение. Нивите между стените са осеяни с късове от късноримски глинени съдове, тухли и керемиди. Могат да бъдат намерени и монети от Грациан (375 – 383 г.), и Теодосий Велики (364 – 395 г.). През годините в музей „Освободителна война“ гр. Бяла за съхранение са предадени общо 362 предмета. Част от тях са изложени в постоянната изложба „Археология“ на музея от септември 2007 г. Сред предметите са и части от глинени турски лули, които свидетелстват за използването на крепостта в по-късен период. 
Освен Градището в Бяла има и много други следи, останали от римско време. В местността Каваккьои личат останки от старо селище, има и гробища наречени латински.
В покрайнините на града са намерени и тракийски надгробни могили. По височината Иримиите над Янтра има 7 могили, наредени в направление изток-запад. Добре се виждат от влак между Полско Косово и Бяла. Няколко могили има и в беленските гори. Други могили в околностите на града са разорани и превърнати в ниви. Западно от Бяла, в местността Бяла лъка е намерена малка мраморна плоча, изобразяваща „Диана на лов с куче“. Тя се съхранява от бившия беленски жител д-р Владимир Матев, който пише за нея на 18 юни 1958 г., а след това – в Народния музей в Русе. 
Преди Средновековието югоизточно от града на около 7 km в Беленската гора е имало селище Пуста Бяла, наречено така по-късно след като опустява заради чумна епидемия. Оцелелите хора се заселват в същото направление на 1 – 2 km от сегашния град, където основават селището Нова Бяла (Ени Беле). 
Според един от изводите на сегашното си място Бяла съществува поне от края на XV век и населението му е над 100 души, без войниганите. Съществува легенда, че на човек от Нова Бяла се изгубила свинята с прасенцата. Той тръгнал да я търси и я открива близо до брега на река Янтра. Мястото му харесва и се преселва там. След това споделя с други хора от Нова Бяла, които го последват и така постепенно селището се премества на днешното си място.
Селището се споменава за пръв път в турски регистър на ленните владения в Никополския санджак през 1544 – 1545 г. Записано е, че селото се владее от началника на мулетарите Хазър Балъ заедно с черибашията на войниганите. Поименно са описани жителите на Бяла – 17 християнски и 2 мюсюлмански домакинства. Поради непосилните данъци, налагани от турската власт 5 от християнските семейства са напуснали домовете си, когато е наближило времето за регистрация на данъкоплатците. Писарят отбелязва, че са били „укрити“ и ги присъединява към раята на селото. Записани са имената на 5 нови войнигани. От първата половина на XVI век тук живеят и мюсюлмани. Общият брой на населението е 250 – 300 души, от които повечето са българи. 
В друг турски регистър от 22 август 1618 година, наречен „Кратък регистър на джизието от неверниците във вилаета Търново", е записано, че Бяла е само 5 къщи (ханета). Не е известно защо българското население е намаляло толкова бързо. Тази малобройност (25 – 30 души) подсказва, че този документ посочва вероятното преместване в новото селище Бяла.  По-късно населението бързо нараства вследствие на миграционните процеси към равнината. След Чипровското въстание през 1688 година в северната и северозападна част на Бяла се заселват за постоянно турци. Близо до мегдана и беленската рекичка, в долния район на днешната гимназия, до XX век те са имали джамия, превърната впоследствие в турско училище.  Идват и много българи от балканските и задбалканските селища. През XVIII век приижда българско население от Свищов и Арбанаси.
На 30 септември 1790 г. в тогавашното село Бяла е обесен/обезглавен влашкият владетел Николае Маврогени от двама капуджии (портиери), изпратени от султан Селим III и по заповед Хасан паша за неподчинение на Османската империя. 
Бяла става най-многолюдното селище в района между Русе и Търново, Свищов и Попово и негов естествен център, за което е освен благоприятното географско положение, спомага и каменният мост над река Янтра, построен през 1865 – 1867 година от самоукия възрожденски майстор Колю Фичето. След построяването му възникват прочутите Беленски ханища. Разположени по средата на пътя Русе – Търново, по важната вътрешна магистрала Русе – Цариград на Османската империя, ханищата превръщат Бяла във важна крайпътна станция. 
По време на Руско-турската война от 1806 – 1812 г. руснаците за пръв път влизат в Бяла през 1810 г. Освен него са временно освободени Свищов, Никопол, Ловеч, Русе, Тутракан и Добрич (тогава Пазарджик). Превземането става с много разрушения. На 26.10.1811 г. генерал Михаил Кутузов пише на генерал-лейтенант Марков: „Тази война е жестока. Бяла пострада много, но не е напълно унищожена.“ Съобщава също, че от селището Бяла и от различни райони са били събрани 1500 души конница. 
В Никополски регистър за данъка „джизие“ от първата половина на XIX в. село Бяла е описано с около 146 къщи българско население. През 1831 – 37 г. е обхванато от чумна епидемия. С икономическия подем в Бяла се пробужда и националното съзнание на населението. През 1836 година в селото е открито първото училище, а през 1843 година е построена църква. През 1845 г. тук е учителствал Петко Славейков. Георги Сава Раковски в своя „Горски пътник“ посочва Бяла за родно място на легендарния Радой войвода. Феликс Каниц описва селището през 1871 г. като средище на разнообразни занаяти – абаджийство, мутафчийство, кожухарство и др., с чаршия и много дюкяни. В края на османското владичество Бяла наброява 258 български къщи със 773 души и 50 мюсюлмански къщи със 131 души. 
Бяла е свързано с въстанията през 1875 и 1876 г. В горите източно от града през есента на 1875 година, по време на Старозагорското въстание, се укрива Червеноводската чета на Върбан Йорданов. След неуспешния край на Априлското въстание оттук минават на път за Румъния апостолите Панайот Волов, Георги Икономов и въстаникът Стоян Ангелов. Те са открити в западните покрайнини на Бяла случайно от срещнал ги турчин. Укриват се в една колиба, когато са нападнати от турска потеря. Влизат в престрелка, при която Волов е ранен. Отстъпват към придошлата река Янтра, опитват се да я преплуват и се удавят в нея на 23 май 1876 г. Днес на това място близо до Беленския мост се издига паметник с бюста на Панайот Волов. 

### Бяла през Руско-турската освободителна война
През Руско-турската освободителна война Бяла е второто освободено селище от османско владичество в България след Свищов. Освободен е на 5 юли 1877 г. По обяд руско-румънски войски, командвани от генерал-майор Александър Арнолди, спират до моста на Колю Фичето на р. Янтра. Там са посрещнати по стар български обичай с хляб и сол от българското население, приветствани от учителя Стефан Маринов и благословени от свещеника Иван Попстефанов. Селяните приготвят храна за войската в големи бакърени съдове.
Същия ден Трета сотня от 20-и казашки полк води сражение северозападно от Бяла с башибозуци и конни черкезки отряди, които искат да ограбят и опожарят селото. Войниците заемат височините около селището и се окопават. Вечерта 12-и драгунски Стародубовски полк и 19-а конна батарея от Първа бригада на 12-а кавалерийска дивизия навлизат и освобождават Бяла, без да срещнат особена съпротива, тъй като местният владетел Мехмед бей преждевременно е напуснал селището.
На следващия ден началникът на щаба на Русчушкия отряд ген. л-т Ванновски влиза в Бяла с 33-та пехотна дивизия, командвана от ген. л-т фон Дризен.
Важното стратегическо положение на Бяла на кръстопът между градовете Русе, Търново, Свищов и Попово е оценено от руското командване. От 29 юли до 13 август 1877 г. в днешния Музей на Руско-турската освободителна война в Бяла е главната щабквартира на руския император Александър II. Преди това сградата е била харем на Мехмед бей. Александър II е посрещнат тържествено от местното население на Беленския мост. Пребиваващите в Бяла руски войници се построяват в шпалир заедно с коменданта на селото полковник Дорошенко. Учителят Стефан Маринов произнася приветствие на руски език. Кметът Гено Пометков поднася на гостите хляб и сол. Шествието се отправя към центъра на селото. Улицата, по която е минало, днес се нарича „Цар Освободител“.
Отслужен е молебен в църквата от свещеника Иван Попстефанов. Главната щаб квартира се настанява в двора на голямата полуразрушена къща на Мехмед бей и в някои други къщи. По случай рождения ден на руската императрица и в чест на Александър II по предложение на учителя Стефан Маринов е организирано тържествено посрещане от местното население с музика от гъдулки, гайди и тъпани. На мегдана до щаб-квартирата пред руския император и командването играят заедно на хорото българи от Бяла и околните села, руски офицери и войници. Александър II е настанен на своеобразен трон на каруца с дълги ритли, постлани с пъстри черги. Беленските моми Русана и Христина Върбанови играят пред царя българска ръченица и той ги дарява с по една жълтица. Този празник с руския император е отбелязан като събитие в чуждестранния печат. На него българският поет и писател Иван Вазов посвещава стихотворението „Царят в Бяла“. 
В Главната квартира в Бяла Генералният щаб провежда 2 военни съвета, които взимат стратегически решения за цялостния ход на войната. В първия съвет, на 2 август, участват императорът Александър II, военният министър Дмитрий Милютин, главнокомандващият на Балканския фронт Николай Николаевич, наследникът на императора – Великият княз Александър Александрович, командир на Русчушкия отряд и началникът на щаба на действащата армия генерал Артур Непокойчицки. Военният съвет решава: Предният отряд, командван от генерал Йосиф Гурко да се оттегли на Балкана; Русчушкият отряд да заеме отбранителни позиции; Да не се предприема настъпление, докато не бъде превзет Плевен; Да се повика на бойното поле гвардията на Русия. След 1 седмица в Бяла пристигат генерал Гурко и бъдещият български княз Александър Батенберг, които се включват във втория военен съвет на 10 август. До 13 август в Бяла присъстват още граф Николай Игнатиев, лекарят Сергей Боткин, историкът Владимир Сологуб, художникът Павел Ковалевски и други военни и граждански дейци. 
Императорът напуска Бяла по здравословни причини на 2 август след съвета и се установява в село Горна Студена, Свищовско, а на 13 август 1877 година Главната квартира се премества там. Преди заминаването си той подарява за спомен на църквата в Бяла 6 камбани с различна големина, два комплекта свещенически одежди и други вещи.
Населението на Бяла и съседните села активно подпомага руските войски в приготовленията да се спре настъплението на турските групировки от големия крепостен четириъгълник Русе – Шумен – Варна – Силистра към Плевен и София. От 13 до 24 август на двата бряга на река Янтра са построени военни укрепления за 18 батальона. Силни укрепления са направени на десния бряг около селото, а на левия е избрана ариергардна позиция. Всеки ден по 300 – 350 мъже са помагали при изкопаването на траншеи, гнезда за оръдията и всичко необходимо за укрепване позициите по височините около селото. Дислоцирани са 45 батареи, 210 оръдия, около 100 артилерийски прикрития и 30 км път, който свързва двете отделни позиции. Построяват два дървени моста на река Янтра. В селото са складирани много храни и медикаменти.
В Бяла са направени 2 военновременни болници: 48-а болница – в къщата на Мехмед бей след оттеглянето на Главната квартира и в 30 палатки с покрив от кожа (юрти), 16 големи и 10 малки палатки недалеч от Ханищата в близост до левия бряг на река Янтра; 56-а болница – в големия сайвант на Иван Узунтонев, вдясно от дерето под хълма Бабина патка. На 22 август 1877 г. в нея са настанени 800 ранени от битката при Абланово. При болницата има 10 сестри, 5 студенти от медицинската академия и целия останал състав на полевата болница. Тук се лекува от раните си руският писател-демократ Всеволод Гаршин, който тогава е 22-годишен студент, записан в армията като доброволец. Ранен е при село Светлен (Аязлар) на 23 август 1877 година.
По време на лечението в Бяла той пише разказа „Четири дни“, очерка „Аязларското сражение" и „Из спомените на редника Иванов“. С тези произведения той влиза в руската литература.
Известният лекар Сергей Боткин казва, че „населението на Бяла не познава медицината и няма навик да се лекува, а използва само знахари и отлежава болестта“. По негов съвет потапят тифусно болните заедно с носилките в река Янтра за понижаване на температурата на телата им, което дава добри резултати.
През есента на 1877 г. военновременните болници в Бяла са инспектирани от известния руски хирург академик Николай Пирогов. Той ги оценява много високо и смята, че „двете болници изпълняват дейността на четири такива“.
Като милосърдна сестра в 48-а болница работи и баронеса Юлия Вревская. Настанява се в къщата на Иван Хаджиев в центъра на Бяла. Всяка сутрин изминава по 3 km до 48-а болница, където 5 сестри се грижат за 400 души тежко ранени. През декември 1877 г. тя наема каруца и отива по собствено желание в Обретеник на първа бойна линия. В края на месеца се връща в Бяла. При обслужването на заболелите от тифус тя се заразява и след тежки страдания умира на 5 февруари 1878 г. Погребана е в двора на болницата (сегашния музей). Френският писател Виктор Юго я нарича „Розата на Русия, откъсната на българска земя“. Гробът на Вревская винаги е покрит с цветя. 

### Бяла след Освобождението
По предложение на народния представител на Бяла Ангел Крушков на 7 септември 1891 година Народното събрание обявява Бяла за град. 
За икономиката на града след Освобождението важна роля играят Беленските ханища. Това е квартал, намиращ се западно от Беленския мост, в който са построени 9 хана и една гостилница. С изграждането на железопътната линия Русе – Търново значението им постепенно намалява.
Местният пазар в началото се е правел в неделя, след това в четвъртък.
Направена е казарма извън града (сега там се намира психоболница), изградени са сиропиталищно училище и ветеринарна лечебница (която съществува и до наши дни). 

### Бяла при социализма
Градът се променя след 1944 година. Построени са сградите на пощата, универсалния магазин, болницата, читалището, хотел-ресторант „Янтра", Държавна спестовна каса, Автогарата, МВР, административната сграда на Градския народен съвет. Надграждат се съществуващите сгради на Българска народна банка и Народния съд. За кратко време градът е електрифициран и е изградена навсякъде водопроводна мрежа.
Прокарва се нов главен път през града край Беленската река. Улиците са асфалтирани. Открита е градска автобусна линия между града и ж. п. гарата.
Изградени са бетонни стълби до високите квартали Банка махала, Турската махала, Катараето и Освобождение. 

### Бяла при демокрацията
През XXI век е благоустроен и разширен централният площад на града. Построено е ново кръгово кръстовище на изхода от града до Беленския мост, което е открито на 30 ноември 2010 г. – 4 години след най-голямата катастрофа на това място през декември 2006 г., когато загиват 16 души. През 2014 – 2015 г. по проекти е подменена водопроводната инсталация, канализацията и са асфалтирани повечето улици, както и пътя Бяла – Копривец.  Обновен е кооперативният пазар и до него е построен най-големият супермаркет в града. През 2022 г. е открит Дом за възрастни хора „Флора“, използван и за бежанци.  В строеж е нова сграда на Районния съд.

## Икономика
Бяла е център на обширна плодородна селскостопанска област. Градът е с удобно географско разположение на пътищата Москва – Букурещ – Русе – Велико Търново – Истанбул и София – Плевен – Шумен – Варна. До 1990 г. е с много добре развита лека промишленост, най-вече по отношение на хранително-вкусовата, шивашката и дървопреработвателната, както и електрониката – завод за печатни платки. Химическото производство и машиностроенето са осигурявали работа на голяма част от населението в региона. В днешно време шивашката промишленост е отново възродена, като предоставя препитание на над 200 работници.
Днес по-голямата част от бизнеса е наследник на предприятията от социализма. Сред тях са 2 винпрома, мандра, месодобивни фирми, машиностроителен завод „Модул АД“ (производител на редуктори, съединители, зъбни колела, червяци и червячни колела, улични фенери) и др.
В промишлената зона между града и гарата функционират месокомбинат „Надежда М“ ООД, хотел, мотел, автосервизи, бензиностанции на „Петрол“, „OMV“ и „Лукойл“, цех за брезентови покривала, сенници и завеси „Белсистемс“.
В квартал Гара Бяла са разположени редица фирми, обслужващи града и произвеждащи продукция за износ. В миналото е функционирал завод за латексови продукти „Латекс“ АД, който в днешно време е разделен на малки халета, отдадени под наем на фирми като „Булмаркет ДМ“ – Русе (склад за петролни продукти), „Стедия“ ООД – Русе (магазин за строителни материали), „СФК Инструмент“ ООД (металообработващ цех).

### Хранително – вкусова промишленост
- „Лактис“ ЕООД – производство на кашкавал, сирене и топени сирена;
- ЕТ „ИВАН АРЪШЕВ– ИЛИЯН АРЪШЕВ“ гр. Бяла – производството на мляко и млечни продукти;
- ЕТ „КУНСТ – Валентин Дочев“ – производство на хляб и тестени изделия;
- ГПК „НАРКООП“ БЯЛА – производство на хляб и хлебни изделия, сладкарски изделия, търговска мрежа в цялата община;
- Мелничен комбинат „Алимет“ ООД – мелнично производство и търговия със зърнени култури;
- „Надежда М“ ООД – производство и търговия с месо и месни продукти от червени меса;
- ЕТ „ДЕКАДАНС-Димитър Шишков“ – Смесено отглеждане на маслодайни и зърнени култури, производство на растителни масла по метода на студеното пресоване;
- „Алимет“ ООД – производство на брашно и фуражи;
- ЕТ „Камен Шишков“ – производство на екобрикети, слънчогледово масло, белен слънчоглед;
- „Винпром Бяла 2002“ гр. Бяла – производител на качествени вина от местни сортове грозде;
- „СФК-АГРО“ ООД – изба на гара Бяла, специализирана в производството на бели и червени вина. Отглежда винените сортове грозде – Мерло, Шардоне, Каберне Фран и Каберне Совинъон.

В периода след 2005 г. в Бяла се наблюдава развитие на строителната дейност на жилищни сгради и съоръжения от частни строителни фирми. От тях по-известни са:
- „Бяластрой“ ООД – високо строителство и прилежащата му инфраструктура;
- Строителна група към „Беску“ ЕООД – ниско строителство и строително-ремонтни услуги;
- „СФК – Стройко“ ООД – производство на готови бетонови смеси;
- строително – ремонтни дейности и услуги;
- „Колю Фичето Инвест“ ООД – строително–ремонтни услуги;
- „СИМ“ ООД – строителство на сгради;
- „БялаПласт“ ООД – производство на дограма и други изделия от пластмаса за строителството;
- „Метал Строй“ ООД – изработка и монтаж на метални конструкции и др. [7]

## Туризъм
На 8 km южно от града, вдясно от разклона след изхода за Попово, се намират хижи, заобиколени от широколистни и иглолистни насаждения в лесопарк „Бяла“. 

## Спорт
В града се развиват организирано спортовете хокей на трева, хандбал, футбол и плуване. Градският стадион „Георги Бенковски“ и плувният басейн до градския парк са много добре поддържани.
Спортната зала „Арена Бяла“ е построена до гимназията и завършена през 2020 г. Разгънатата застроена площ на сградата е 1900 м² с височина 15 м. Спортното поле е с размери 22/44 м, светлата височина е 12,5 м. В залата се провеждат национални и международни състезания.  Отговаря на изискванията за провеждане на състезания на федерациите по спортни игри на закрито: хандбал, волейбол, баскетбол, футбол на малки вратички, тенис, бадминтон. Има възможност за практикуването и на други видове спорт: вдигане на тежести, борба, бокс, джудо и др. Трибуните за зрители имат седалки за 420 души, като са предвидени допълнително и места за хора с увреждания. 
През 1991 г. спортният деятел в Бяла Дулчо Нунев е един от основателите на българската федерация по хокей на трева. Клубът по хокей на трева в Бяла е основан през 1992 г. и регистриран през 2002 г. Бяла е бил домакин на първия турнир за купата на България и на финалите на държавното първенство по хокей на трева.  Хокейните отбори за мъже и жени на клуб „Бяла“ се класират на второ и трето място в държавното първенство и турнира за Купата на България. 
Женският отбор по хандбал на Бяла става шампион и носител на купата на България през 2022 г. В състава играят и украинки. Отборът възобновява участието на България в евротурнирите. 
Местният футболен клуб „Бенковски“ е играл в Трета лига, а след това в западната подгрупа на областната група – Русе.

## Административни, комунални и комуникационни институции
В града е изградена инфраструктура с основните административни, комунални и комуникационни институции:
- Общинска администрация
- Районно полицейско управление
- Районна служба „Пожарна и аварийна безопасност“
- Районен съд
- 3 нотариални служби с нотариуси
- Железопътната гара е в квартал „Гара Бяла“, на 7 km от автогарата, която е в южната част на града. Свързани са с градска автобусна линия.
- Електроразпределение Север
- Водоснабдяване и канализация
- Клонове на банки: ДСК, ОББ
- Районна станция на съобщенията с поделения на РУ „Далекосъобщения“ – Русе и ТП „Български пощи“
- Офис-магазини на мобилни оператори: А1 България, Виваком, Йеттел България

## Здравни и социални институции
- Аптеки: хуманитарни, агроаптека, зооаптека
- Многопрофилна болница за активно лечение „Юлия Вревская“
- Държавна психиатрична болница
- Дом за възрастни хора „Флора“
- Ветеринарна лечебница

### Многопрофилна болница за активно лечение „Юлия Вревская“
МБАЛ „Юлия Вревска“ – Бяла ЕООД“ е създадена в края на XIX век с районни функции. Обслужва около 58 хил. души от общините: Бяла, Борово, Ценово, Две могили и Полски Тръмбеш. Има 4 функционално -
обособени блока, в които работят 201 души персонал, от които 46 лекари и 80 медицински специалисти. Разполага със 105 легла, разпределени в 8 отделения:
- Отделение по вътрешни болести, с подотделения: Ендокринология и болести на обмяната; Гастроентерология; Пневмология и фтизиатрия;
- Отделение по Кардиология;
- Отделение по акушерство и гинекология и неонатология;
- Отделение по нервни болести;
- Отделение по хирургия;
- Отделение по анестезиология и интензивно лечение;
- Отделение по педиатрия;
- Отделение по физиотерапевтична и рехабилитационна медицина.

Има и отделения без легла: Отделение по хемодиализа, Отделение по образна диагностика, Отделение за продължително лечение по вътрешни болести и нервни болести, както и клинична лаборатория. 

### Държавна психиатрична болница
Открита е през 1910 г. и обслужва болни от цялата страна. Осигурява амбулаторно и стационарно
лечение на лица с психични заболявания над 18-годишна възраст. Разполага с: Диагностично-консултативен блок; Кабинет Клинична психология; Кабинет за функционална диагностика; Клинична лаборатория; Стационарен блок, Административно-стопански блок, Аптека. Има 270 болнични легла и персонал 132 души, от които 7 лекари и 34 медицински специалисти. 

## Културни, образователни и религиозни институции
В град Бяла има 1 средно училище, 1 професионална гимназия, 1 основно училище, 2 начални училища, 2 целодневни детски градини с филиали, читалище, 2 музея, 2 църкви и 2 културни клуба на пенсионера. Творчески сдружения в града са Клубът на дейците на културата и Сатиричният клуб „Хайде де“. 

### Училища и детски градини
- Средно училище „Панайот Волов“ – град Бяла (основано 1888 г. като класно училище, от 1910 г. е прогимназия, от 1913 г. – гимназия). През 2020 г. в него се обучават 296 ученици от 26 учители.
- Професионална гимназия – град Бяла. Създадена е през 1972 г. като СПТУ по машиностроене. От 2003 година училището е обявено за професионална гимназия. Обучава ученици от общините Бяла, Борово, Ценово и Полски Тръмбеш по следните специалности: Производство на облекло от текстил, Монтьор на транспортна техника, Автотранспортна техника, Фризьорство, Производство на кулинарни изделия и напитки. В края на 2019 г. има 239 ученици.
- Основно училище „Петко Рачев Славейков“ – град Бяла (построено 1915 г. като начално училище, от 1954 до 1969 г. е основно, 1969 – 2019 – начално, от 2019 – основно училище). През 2020 г. в него се обучават 139 ученици от 18 учители.
- Начално училище „Св. св. Кирил и Методий“ – град Бяла, кв. Катарàето, с 87 ученици и 11 учители.
- Начално училище „Никола Йонков Вапцаров“ – кв. Гара Бяла (временно затворено)
- Целодневна детска градина „Стадиона“ в град Бяла с филиал „Латекс“ в кв. Гара Бяла
- Целодневна детска градина „Пролет“ с филиал „Първи юни“ – град Бяла. [7]

### Народно читалище „Трудолюбие 1884“
Създадено е през 1884 г. Помещава се в Дома на културата. Има зрителна зала с балкон и 240 места, камерна зала с 45 места, зала за танци, библиотека и 2 кабинета. Регистрирано е като фирма на 15 септември 2018 г. Към 2022 г. в него членуват 153 души. 
В читалището има библиотека с над 29 000 библиотечни единици и 44 814 тома литература. Ползва се от 423 регистрирани потребители. Има интернет център с копирна техника по Програма „Глобални библиотеки“. 
В миналото читалището е развивало активна дейност и към него е имало: самодейна театрална трупа, школи по латиноамерикански танци и по китара, детски състав за стандартни и латиноамерикански танци, клубове „Слънце“, „Млади беленски дарования“, „Приятели на книгата“ и Литературен клуб.
Към 2023 г. председател на читалището е Пламен Велев, секретар е Владимир Карадемирев и в него функционират: 
- Група за автентичен фолклор „Хърцойки“ (бивша „Янтра“)
- Фолклорна група „Северняшка китка“
- Школа по народни танци.

### Други самодейни групи
- Вокална група за шлагерни и стари градски песни „Нежни звуци“
- Вокална група „Романтика“ към Културен клуб на пенсионера в кв. Гара Бяла
- Детска фолклорна вокална група „Зорница“ към СУ „Панайот Волов“.

Ръководител на групите е Корнелия Александрова, основател на група „Зорница“. През 2019 г. те отбелязват 26 национални и регионални концертни изяви, на които са спечелили 5 златни, 5 сребърни, 3 бронзови медала и 6 награди. През 2022 г. имат 21 национални и 3 регионални участия, на които са спечелили 4 златни, 5 сребърни, 4 бронзови медала и 5 награди. 

### Музеи и църкви
- Музей на Освободителната руско-турска война – град Бяла
- Музей на фолклора и восъчните фигури – гара Бяла
- Православен храм „Свети Георги“ – град Бяла
- Православен храм „Св. Пантелеймон“ – гара Бяла.

## Забележителности

### Беленският мост
Беленският мост на река Янтра е построен през 1865 – 1867 г. по заповед на Русенския валия Мидхат паша от майстор Колю Фичето. В отговор на офертата на френските инженери за цена на строежа 2 милиона гроша, самоукият български майстор заявява: „Паша ефенди, ако моста на Бяла не построя по теркя си за 700 000 гроша, вземи ми главата!“. Залагайки честта и живота си, той спазва обещанието си и построява моста от дялан камък от варовик и хоросан за 2 години с труда и активното участие на местното население.

### Музей на Освободителната руско-турска война
На Втория конгрес на Поборническо-опълченската корпорация през 1892 г. е взето решение да се издигне паметник на Цар Освободител Александър II и Дом на българските ветерани поборници-опълченци. За целта Върховният поборнико-опълченски комитет с председател Стоян Заимов свиква на 18 септември 1899 г. първото заседание на комитета. Взето е решение комитетът да се нарича „Цар Освободител Александър II“. Дружество на комитета в Бяла се създава на 18 февруари 1901 година.
През август 1901 г. Стоян Заимов, придружен от Никола Обретенов – областен управител на Русе, посещава Бяла, за да събере сведения за гибелта на Панайот Волов и другарите му и да прибере някои вещи за музея на българското възраждане и освобождение. На обяд у депутата Ангел Крушков стават разисквания какво да се прави с бившата къща на Мехмед бей, служила за негов харем, а по време на Освободителната война – за главна квартира на руския император Александър II. Някои от гостите предлагат да се превърне в класно училище за „каквото бил употребен по-рано“, други – да се превърне в сиропиталище за сирачета, трети – за приют за сакати, слепи и пр. Заимов заявява на събеседниците си, че харемът ще се превърне „във военно-исторически музей, в къща музей“.
Харемът е откупен от държавата през 1879 г. В продължение на 10 години служи на общината за училище. След това е изоставен и разграбен. През март 1904 г. от София идва държавна комисия по отчуждаването на околните места за парк на музея. Общинският съвет отстъпва на Комитета „Цар Освободител“ мястото, на което е построена обозната сая на общината. По-късно са отстъпени и камъните на саята, с които е построена част от оградата на музея.
По време на посещението си в Русия през декември 1901 – януари 1902 г. за уреждане на 25-годишнината от Шипченската епопея Заимов споделя идеята си с военния министър генерал Куропаткин. По време на тържествата генералът уверява Заимов, че Николай II е наредил да бъде отпуснато всичко необходимо за изграждане и уреждане на мавзолея в Плевен и къщите музеи в Бяла, Плевен, Горна Студена и Пордим.
По лична заповед на Николай II са отворени военните складове, военноисторическите музеи в Санкт Петербург, арсеналите и архивите на Зимния дворец. След 3 месеца търсене ротмистър Ганчев успява да намери и прибере всичко, отбелязано в списъците, за нуждите на военноисторическите музеи. Подаръците и бъдещите експонати са натоварени на няколко влака, придружени от военни команди, и са складирани на пристанището в Одеса.
На 17 септември /нов стил/ 1907 г. българският княз Фердинанд, княз Владимир Александрович (син на руския император Александър II) и Стоян Заимов официално откриват музея. В двора му е и гробът на баронеса Юлия Вревская и медицинската сестра Мария Неелова. През септември 2022 г. по повод на 115-годишнината на музея е експонирана изложба от фотографии, която е посветена на създаването и откриването на четирите музея, където по време на руско-турската война живее император Александър II с многобройната си свита и също открити заедно през 1907 г. – в Плевен, Пордим, Горна Студена и Бяла. 

### Музей на фолклора и восъчните фигури
Намира се в артцентъра на квартал „Гара Бяла“ в парка до църквата „Свети Пантелеймон“. Построен е в ремонтираната сграда на бивша детска градина. На първия етаж е етнографска изложба на национални носии. В музея на втория етаж има восъчни фигури на исторически личности, свързани с град Бяла: руския цар-освободител Александър II, майстора Колю Фичето, писателя Петко Рачев Славейков и др.

### Градска часовникова кула
Замислена е като камбанария на старата беленска църква, но никога не е изпълнявала тази роля. По време на Османското владичество е било забранено да има къщи и християнски църкви, по-високи от къщата на местния бей. Завършена е като часовникова кула през 1872 година и струва 13 000 гроша, дадени от беленския еснаф. В долната си част тя е 3,45 m, височина на каменното тяло 9,50 m, с кулата отгоре – общо 15,25 m. През 1932 година горната дървена част е заменена с железобетон. От 1906 година до днес тя служи за градски часовник.

### Паркове
- Градски парк и стадион в източната част на града до Районната болница.
- Парк в квартал „Гара Бяла“ между църквата „Свети Пантелеймон“ и Музея на фолклора и восъчните фигури
- Лесопарк с хижи в Беленската гора – на юг от града, след изхода за Попово вдясно на 5,7 km. [18]

### Храмове
В Бяла има две православни църкви. В миналото срещу Музея на Освободителната война е имало джамия от турско време, където сега е построена новата сграда на Средно училище „Панайот Волов“.

#### Православна църква „Свети Георги“
Тя е издигната в старобългарски стил през 1915 г. в центъра на града. В основите ѝ поборникът Филип Симидов е положил къс от знамето на Ботевата чета. Изографисана е през 1923 г. и следващата 1924 година е осветена.

#### Православна църква „Свети Пантелеймон“
Построена е през XXI век на възловото кръстовище в квартал „Гара Бяла“. Осветена е 24 години след първата си копка, на 27 юли 2018 г. от Русенския митрополит Наум, поставяйки в светия му престол частици от мощите на св. Пантелеймон. Храмът с парка и Музея на фолклора и восъчните фигури бързо се превръщат в привлекателно място, както за жителите на гр. Бяла, така и за пътуващите в направленията Русе – Велико Търново и Варна – Плевен поради удобното си разположение на главния път. 

### Паметници
- Паметник на Юлия Вревская в центъра на града
- Паметник на Колю Фичето в западния край на Беленския мост, построен от него
- Паметник на Панайот Волов на кръстовището на изхода за Русе
- Паметник на Николай Пирогов, построен през 1977 г. от Български червен кръст до бившето кино
- Паметник на загиналите в Бяла руски офицери и войници, намиращ се в квартал „Ханищата“, близо до двата моста над Янтра, на пътя Русе – Велико Търново
- Мемориален комплекс на загиналите във войните граждани на Бяла и региона в центъра на града. Открит е на 9 октомври 2006 г.
- Паметни плочи на опълченци от Бяла
- Паметник на богинята на лова Диана в Беленската гора [28]

## Редовни събития
- 2 март – тържествена заря по случай националния празник на България 3 март
- 6 май – празник на града, организира се ежегоден панаир с люлки, концертни и други културни празници (от 2004 г. периодично около 6 май – фестивал на етносите „БАТЕР“)
- Май – „Дни на културата“, литературен конкурс „Искри над Бяла“, абитуриентски бал
- 24 май – тържествено отбелязване на деня на българската просвета и култура и на славянската писменост
- 5 юли – тържествено отбелязване на деня на освобождението на Бяла
- Фестивал на старата градска песен „Аз съм мома Беленчанка“ – от 2019 г.
- Фестивал „Беленско хоро“
- Юли и август – Музикални вечери край басейна [7][25]

## Личности
- Юлия Вревская (1838 – 1878) – милосърдна сестра през Руско-турската освободителна война, работила и починала в Бяла.
- Ангел Крушков (18... – ?) – кмет и народен представител от Бяла, внесъл през 1891 г. в Народното събрание предложението за обявяването на Бяла за град. [14]
- Гунчо Гунчев (1904 – 1940) – географ и етнограф, роден в Бяла.
- Иван Северняшки (1943) – поет, член на Съюза на свободните писатели в България, роден в с. Смочан, живял и творил в Бяла.
- Дулчо Нунев – бивш треньор по футбол на „Бенковски“ (Бяла), основател на Българската федерация по хокей на трева и хокеен клуб „Бяла“.
- Тодор Милев (1947) – генерал-майор, разузнавач, началник на Разузнавателното управление на Генералния щаб на Българската армия, роден в Бяла.
- Михаил Ал. Михайлов (1955) – полковник доцент инженер, доктор по „Електродинамика и антенно-фидерни устройства“, университетски преподавател и началник на катедра, роден в Бяла.
- Ценко Въчовски (1955) – социолог, учител и психолог, депутат в VII велико народно събрание, роден в Бяла.
- Анелия Нунева (1962) – спринтьорка, медалистка от европейски и световни първенства и национална рекордьорка, родена и тренирана в Бяла.
- Мариана Коцева (1967) – статистик и университетски преподавател, доцент по икономика, ръководител на НСИ и Евростат, родена в Бяла.
- Марияна Георгиева (1971) – учителка, литературен историк и университетски преподавател, доктор по методика на езиковото обучение, родена в Бяла.
- Тодор Тодоров (1982) – футболен вратар, шампион и носител на купата на България с Литекс, роден в Бяла.
- Дилян Колев (1988) – футболист, играл в Младежкия национален отбор, роден в Бяла.